# Andrucha Waddington
Pour les articles homonymes, voir Waddington.
Andrucha Waddington , né à Rio de Janeiro (Brésil) le 20 janvier 1970, est un réalisateur, scénariste et producteur brésilien.
Son film Eu Tu Eles (La Vie peu ordinaire de Dona Linhares) a été projeté dans la section Un certain regard au Festival de Cannes 2000 tandis que La Maison de sable (Casa de Areia) est lauréat du prix Alfred P. Sloan au Festival du film de Sundance 2006. Tous deux remportent de nombreux prix lors de festivals internationaux.

## Biographie

### Vie personnelle
Andrucha Waddington a été marié à Kiti Duarte, mère de ses deux enfants, John et Peter et s'est remarié avec l'actrice Fernanda Torres avec qui il a deux autres enfants, Joaquim, né en 2000, et Antonio, né en 2008.
Son frère est le réalisateur de télévision Ricardo Waddington.

## Filmographie partielle

### Au cinéma
- 1999 : Jumelles (Gêmeas)
- 2000 : La Vie peu ordinaire de Dona Linhares (Eu Tu Eles)
- 2002 : Viva São João!
- 2005 : La Maison de sable (Casa de Areia)
- 2007 : Maria Bethânia - Pedrinha de Aruanda
- 2010 : Lope
- 2012 : Os Penetras
- 2014 : Rio, I Love You (Rio, Eu Te Amo), segment Dona Fulana
- 2019 : O Juizo
- 2025 : Vitória

### À la télévision
- 1998 : Paralamas em Close Up
- 2006 : 'Y Ikatu Xingu
- 2015 : Andre Midani Do vinil ao download (série télévisée)

### En vidéo
- 2002 : Os Paralamas do Sucesso - Longo Caminho
- 2002 : Outros (Doces) Bárbaros
- 2002 : Gilberto Gil: Tempo Rei